# Genabelte Strauchschnecke
Die Genabelte Strauchschnecke (Fruticicola fruticum), auch Gemeine Strauchschnecke genannt, ist eine Schneckenart aus der Familie der Strauchschnecken (Bradybaenidae); diese Familie gehört zur Unterordnung der Landlungenschnecken (Stylommatophora). Es ist die einzige europäische Art der großen Familie der Strauchschnecken.

## Merkmale
Das Gehäuse ist groß und kugelig, Die Adultgröße ist aber sehr variabel (13 bis 25 mm). Die 5 bis 6,5 Windungen nehmen regelmäßig zu und sind konvex gewölbt; die Naht ist daher verhältnismäßig tief. Die Mündung ist rundlich bis elliptisch. Der Rand der Mündung ist als schwache Lippe ausgebildet, die basal etwas umgeschlagen ist. Der Nabel ist tief und offen. Er ist mäßig weit und nimmt etwa 1/7 der Gehäusebreite ein. Die Oberfläche ist mit relativ groben und z. T. etwas unregelmäßigen Anwachsstreifen versehen, die von welligen Spiralstreifen gekreuzt werden. Die Farbe des Gehäuses variiert von grauweiß, grün-gelblich bis rotbraun, gelegentlich sogar schwarzblau. Auch ein braunes Spiralband kann vorkommen. Der Mantel ist grauweiß bis gelblich und kann gefleckt sein.

## Fortpflanzung
Die Tiere sind nach 13 bis 14 Monaten geschlechtsreif und kopulieren. Die Adultgröße des Gehäuses wird aber erst nach 15 bis 22 Monaten erreicht. Sie legen aber erst im dritten Jahr Eier ab. Die Eiablage erfolgt im Mai und Juni. Im darauffolgenden Jahr beginnt die (zweite) Legeperiode bereits Ende März und dauert wie die folgenden Legeperioden (insgesamt bis zu vier) etwa drei bis vier Monate. In dieser Zeit legen die Tiere jeweils mehrmals etwa 10 bis über 70 Eier in einer kleinen Höhle in der Erde ab. Die weißen Eier sind kugelig und hartschalig mit einem Durchmesser von 2,5 bis 3 mm. Die Entwicklung ist temperaturabhängig und dauert je nach Temperatur etwa 26 bis 50 Tage. Die Tiere schlüpfen mit einer Gehäusegröße von 2 bis 2,5 mm und 1,5 Umgängen. Sie werden in Gefangenschaft bis etwa 6½ Jahre alt, ein Alter, das in freier Natur wohl nicht oder nur sehr selten erreicht werden dürfte.

## Vorkommen, Lebensweise und Verbreitung
Die Genabelte Strauchschnecke lebt in Auwäldern, lichten Wäldern, Hecken, Gebüsch, auch Feldern, die in der Regel feucht sind. Gelegentlich werden auch etwas trockenere Standorte besiedelt. In den Alpen kommt sie bis in 1700 m Höhe vor.
Als Nahrungspflanzen nachgewiesen sind Brennnessel (Urtica spp.), Hopfen (Humulus spp.) und andere krautige Pflanzen. Aber auch Detritus wird vor allem ab September gefressen; im Sommer überwiegt jedoch der Blattfraß. Regional unterschiedlich zieht sich die Art im Oktober oder November je nach Temperatur zum Winterschlaf unter Laub oder lockere Erde zurück. Das Gehäuse wird durch eine kalkige Membran fest verschlossen. Sie wachen jedoch bei Wärmeperioden auf und können so gelegentlich auch im Winter angetroffen werden. Auch bei trockener Witterung im Sommer ziehen sich die Tiere in das Gehäuse zurück und verschließen es mit der Kalkmembran. Erst bei höherer Luftfeuchtigkeit wird die Kalkmembran wieder resorbiert.
Die Genabelte Strauchschnecke ist in Mittel- und Osteuropa weit verbreitet. Sie fehlt auf den Britischen Inseln, Westfrankreich, Skandinavien und in Südeuropa. Im Osten reicht das Verbreitungsgebiet bis nach Westasien hinein.

## Systematik
Die Art wurde 1774 von Otto Friedrich Müller als Helix fruticum erstmals beschrieben und ist die Typusart der Gattung Fruticicola Held, 1838. Sie wurde früher auch zu den Gattungen Bradybaena Beck, 1837 und Eulota Hartmann, 1843 gestellt.